# Rango (película)
Rango es una película estadounidense cómica de animación por computadora de 2011 dirigida por Gore Verbinski. Cuenta con las voces de los actores Johnny Depp, Isla Fisher, Bill Nighy y Abigail Breslin. Fue estrenada el 4 de marzo de 2011.
La animación fue realizada por la compañía de efectos especiales Industrial Light & Magic, siendo la primera vez que la compañía realiza la producción completa de una película de animación en 35 años.
Consiguió el premio Óscar 2012 en la categoría de Mejor Película de Animación.

## Sinopsis
Un camaleón mascota de mente teatral se queda varado en el desierto de Mojave, Nevada , después de que su terrario caiga del auto de sus dueños en un casi fatal accidente de tránsito. Buscando refugio, se entera de la causa del accidente, el ermitaño armadillo de nueve bandas Roadkill, que está buscando un ser místico conocido como el "Espíritu del Oeste", sobre un pueblo del Viejo Oeste llamado Dirt, donde el agua entra por un misterioso rito los miércoles. Al no ver otras opciones, el camaleón se dirige al desierto. Después de un encuentro casi fatal con un voraz halcón de cola roja, se encuentra con la ranchera iguana del desierto Beans, quien lo lleva a Dirt.
Preguntado por su identidad, el camaleón se presenta a la gente en un Bar como un duro vagabundo llamado "Rango" y rápidamente corre en contra del monstruo de Gila, Bad Bill, quien lo desafía a un duelo. El halcón que Rango se había topado anteriormente, interrumpe el duelo y lo vuelve a perseguir. Durante la lucha, Rango accidentalmente derriba una torre de agua vacía y aplasta al halcón. Creyendo que lo hizo intencionalmente, la gente del pueblo alaba a Rango, quien es nombrado como el nuevo comisario por el anciano alcalde de Dirt, Tortuga John. Mientras tanto, a la gente del pueblo le preocupa el hecho de que con el halcón muerto, regrese el infame pistolero cascabel diamantina del oeste Rattlesnake Jake, quien temía a depredadores como el halcón.
Con la ciudad desesperada por agua durante una sequía, Beans exige que Rango investigue a dónde ha ido el agua y al hacerlo, ayuda inadvertidamente a un grupo de bandidos liderado por un topo llamado Balthazar, quienes roban el suministro de agua después de que Rango les ceda un "permiso de excavación" confundiéndolos con prospectores. Al día siguiente, el pueblo se da cuenta de que el suministro ha sido robado; Rango organiza una pandilla, quienes en el camino encuentran al banquero, Johannes Merrimack III, muerto en medio del desierto, misteriosamente ahogado. La pandilla rastrea a los ladrones hasta su escondite en dónde se encontraban, junto al suministro que robaron. En este punto, se inicia una tensa persecución 
en donde luchan contra los hijos de Balthazar montados en sus murciélagos, antes de que se descubra que el suministro está vacío. A pesar de que los ladrones profesan que lo encontraron así, Balthazar y sus hijos, Jedidiah y Ezequiel, son detenidos y llevados al pueblo para ser condenados.
Después de ser interrogado por Rango sobre su compra de la tierra alrededor de Dirt, el alcalde pronto reveló ser el responsable de la muerte de Merrimack, y manda a llamar a Rattlesnake Jake, quien expulsa a Rango de Dirt después de obligarlo a admitir sus mentiras ante todo el pueblo. Abatido, Rango regresa a donde fue separado de sus dueños, donde se desmaya después de cruzar al otro lado de la carretera. Finalmente conoce al Espíritu del Oeste, un anciano sin nombre, que le aconseja volver a Dirt y arreglar las cosas bien, diciéndole que "Ningún hombre puede huir de su propia historia".
Con la ayuda de Roadkill y unos místicos "cactus andantes" en movimiento, Rango descubre una válvula de cierre de emergencia en una tubería de agua a Las Vegas, dándose cuenta de que el alcalde había estado manipulándolo para causar la escasez de agua y así poder comprar el terreno en beneficio de sí mismo. Rango vuelve a Dirt y desafía a Jake a un duelo, un desvío escenificado por sus aliados para permitir la restauración del agua de la ciudad y así dejar clara su determinación. Sin embargo, el alcalde obliga a Rango a rendirse amenazando la vida de Beans antes de intentar ahogar al dúo dentro de la bóveda del banco.
El alcalde entonces trata de dispararle a Jake con el arma de Rango, creyendo que tanto él como Rango representan demasiadas de las viejas tradiciones, sólo para descubrir que Rango ha tomado su única bala. Este la utiliza astutamente para romper la barrera de cristal de la bóveda, liberándose a sí mismo y a Beans. Impresionado, Jake elogia a Rango por probar su heroísmo antes de arrastrar al alcalde al desierto para asesinarlo por su traición. Los ciudadanos de Dirt celebran el regreso de su suministro de agua y Rango es reconocido como un verdadero héroe.

## Reparto
- Johnny Depp como Rango, un excéntrico pero heroico Camaleón. Su nombre real es desconocido, pero se hace llamar Rango a lo largo de la película.
- Isla Fisher como Beans, una iguana del desierto terca pero de buen corazón.
- Abigail Breslin como Priscilla, una joven musaraña americana.
- Ned Beatty como Tortuga John, Alcalde de Dirt, una tortuga del desierto.
- Alfred Molina como Roadkill, un armadillo.
- Bill Nighy como Víbora Jake, una cascabel diamantada del oeste.
- Stephen Root como:
  - Doc, un conejo.
  - Johannes Merrimack, una ardilla de tierra mexicana.
  - Señor Snuggles., un Puercoespín norteamericano
- Harry Dean Stanton como Balthazar, un topo.
- Maile Flanagan como Lucky.
- Timothy Olyphant como el Espíritu del Oeste.[4]
- Ray Winstone como Mal Bill, un monstruo de Gila.
- Ian Abercrombie como Ambrose, un tecolote llanero.
- Gil Birmingham como Pájaro Herido, un cuervo chihuahueño.
- James Ward Byrkit como:
  - Waffles, un lagarto cornudo.
  - Gordy Papa.
  - Joad.
  - Primo Murt.
  - Curlie Atacante de Cuchillo.
  - Niño Roedor.
- Claudia Black como Angelique, una zorra, asistente del alcalde.
- Blake Clark como Buford, un sapo del desierto de Sonora.
- John Cothran, Jr. como Elgin, un gato montés.
- Patrika Darbo como:
  - Delilah.
  - Maybelle.
- George Del Hoyo como Señor Flan, un miembro de la banda del búho mariachi que toca el acordeón.
- Charles Fleischer como Elbows.
- Beth Grant como Bonnie.
- Ryan Hurst como Jedidiah.
- Vincent Kartheiser como:
  - Ezekiel.
  - Roedor Lasso.
- Hemky Madera como Chorizo, una musaraña.
- Alex Manugian como Spoons, un ratón.
- Mark McCreery como Parsons.
- Joe Nunez como Ojo-Roca.
- Chris Parson como:
  - Fozo Hazel.
  - Kinski, una liebre antílope.
  - Stump, una liebre.
  - Clinker.
  - Lenny.
  - Boseefus.
  - Niño Dirt.
- Lew Temple como: 
  - Furgus.
  - Hitch.
- Alanna Ubach como:
  - Boo Cletus.
  - Señora Fresca.
  - Daisy.
- Gore Verbinski como:
  - Sargento Turley.
  - Crevice.
  - Slim.
  - Lupe, un miembro de la banda del búho mariachi que toca el violín.
- Kym Whitley como Melonee.
- Keith Campbell como Sod Buster.

## Doblaje al español

### Hispanoamérica
El doblaje hispanoamericano estuvo dirigido por Gerardo García y realizado en el estudio New Art Dub, de la Ciudad de México.
Una característica notable de este doblaje es el uso de acentos de varios países para los personajes. Por ejemplo, Rango y Beans hablan una mezcla de acento norteño y ranchero mexicano cuando fingen superioridad y a Roadkill se le dio un acento español, debido a su parecido con Don Quijote. Bad Bill y Kinski hablan con acento rioplatense debido a que sus actores de doblaje son argentinos. Esto no sucede en el doblaje de España.
- Ricardo Tejedo: Rango
- Jessica Ortiz: Beans
- Gerardo Vásquez: Alcalde
- Joaquín Cosío: Víbora Jake
- Gabriel Pingarrón: Roadkill
- Sebastián Llapur: Bad Bill
- Nicolás Frías: Kinski
- Lupita Leal: Priscilla
- Jesse Conde: Balthazar
- Blas García: Espíritu del oeste

### España
Este doblaje estuvo dirigido Gonzalo Abril en el estudio Sonoblok, de Barcelona, y el reparto principal de voces es el siguiente:  
- Luis Posada: Rango
- Mar Bordallo: Beans
- Joaquín Díaz: Alcalde
- Doménec Farell: Víbora Jake
- Carlos Kaniowsky: Roadkill
- Miguel Ángel Jenner: Bad Bill
- María Oller Solans: Priscilla
- Juan Fernández: Balthazar
- Juan Carlos Gustems: Espíritu del oeste

## Estrenos
| País               | Estreno                       |
| ------------------ | ----------------------------- |
| Bélgica            | Miércoles, 2 de marzo de 2011 |
| Eslovenia          | Miércoles, 2 de marzo de 2011 |
| Argentina          | Jueves, 3 de marzo de 2011    |
| Bolivia            | Jueves, 3 de marzo de 2011    |
| Chile              | Jueves, 3 de marzo de 2011    |
| Alemania           | Jueves, 3 de marzo de 2011    |
| Croacia            | Jueves, 3 de marzo de 2011    |
| Hungría            | Jueves, 3 de marzo de 2011    |
| Kuwait             | Jueves, 3 de marzo de 2011    |
| Perú               | Jueves, 3 de marzo de 2011    |
| Portugal           | Jueves, 3 de marzo de 2011    |
| Canadá             | Viernes, 4 de marzo de 2011   |
| Colombia           | Viernes, 4 de marzo de 2011   |
| Ecuador            | Viernes, 4 de marzo de 2011   |
| Estonia            | Viernes, 4 de marzo de 2011   |
| España             | Viernes, 4 de marzo de 2011   |
| Reino Unido        | Viernes, 4 de marzo de 2011   |
| Irlanda            | Viernes, 4 de marzo de 2011   |
| México             | Viernes, 4 de marzo de 2011   |
| Países Bajos       | Viernes, 4 de marzo de 2011   |
| Noruega            | Viernes, 4 de marzo de 2011   |
| Polonia            | Viernes, 4 de marzo de 2011   |
| Suecia             | Viernes, 4 de marzo de 2011   |
| Turquía            | Viernes, 4 de marzo de 2011   |
| República de China | Viernes, 4 de marzo de 2011   |
| Estados Unidos     | Viernes, 4 de marzo de 2011   |
| Uruguay            | Viernes, 4 de marzo de 2011   |
| Venezuela          | Viernes, 4 de marzo de 2011   |
| Vietnam            | Viernes, 4 de marzo de 2011   |
| Brasil             | Miércoles, 9 de marzo de 2011 |
| Egipto             | Miércoles, 9 de marzo de 2011 |
| Filipinas          | Miércoles, 9 de marzo de 2011 |
| Australia          | Jueves, 10 de marzo de 2011   |
| República Checa    | Jueves, 10 de marzo de 2011   |
| Grecia             | Jueves, 10 de marzo de 2011   |

| País                | Estreno                                               |
| ------------------- | ----------------------------------------------------- |
| Malasia             | Jueves, 10 de marzo de 2011                           |
| Singapur            | Jueves, 10 de marzo de 2011                           |
| Eslovaquia          | Jueves, 10 de marzo de 2011                           |
| Bulgaria            | Viernes, 11 de marzo de 2011                          |
| Italia              | Viernes, 11 de marzo de 2011                          |
| Israel              | Jueves, 17 de marzo de 2011                           |
| Kazajistán          | Jueves, 17 de marzo de 2011                           |
| Rusia               | Jueves, 17 de marzo de 2011                           |
| Tailandia           | Jueves, 17 de marzo de 2011                           |
| Ucrania             | Jueves, 17 de marzo de 2011                           |
| Austria             | Viernes, 18 de marzo de 2011                          |
| Finlandia           | Viernes, 18 de marzo de 2011                          |
| Lituania            | Viernes, 18 de marzo de 2011                          |
| Letonia             | Viernes, 18 de marzo de 2011                          |
| Francia             | Miércoles, 23 de marzo de 2011                        |
| EAU                 | Jueves, 24 de marzo de 2011                           |
| Líbano              | Jueves, 24 de marzo de 2011                           |
| Nigeria             | Viernes, 25 de marzo de 2011                          |
| Dinamarca           | Domingo, 27 de marzo de 2011                          |
| Serbia y Montenegro | Jueves, 31 de marzo de 2011                           |
| Islandia            | Viernes, 1 de abril de 2011                           |
| Kenia               | Viernes, 1 de abril de 2011                           |
| Suiza               | Miércoles, 6 de abril de 2011 (Región francoparlante) |
| Suiza               | Jueves, 14 de abril de 2011 (Región germanoparlante)  |
| Corea del Sur       | Jueves, 14 de abril de 2011                           |
| Nueva Zelanda       | Jueves, 14 de abril de 2011                           |
| Suiza               | Viernes, 15 de abril de 2011 (Región italoparlante)   |
| Chipre              | Viernes, 15 de abril de 2011                          |
| Panamá              | Viernes, 15 de abril de 2011                          |
| Rumania             | Viernes, 15 de abril de 2011                          |
| Sudáfrica           | Viernes, 15 de abril de 2011                          |
| Hong Kong           | Sábado, 16 de abril de 2011                           |
| India               | Miércoles, 20 de abril de 2011                        |
| Pakistán            | Viernes, 29 de abril de 2011                          |
| Japón               | Sábado, 22 de octubre de 2011                         |

## Desarrollo
La animación fue encargada a los veteranos en Imagen generada por computadora (CGI según sus siglas en inglés) de Industrial Light & Magic (ILM), y la posproducción es de la compañía de producción de Verbinski, Blind Wink. Esta es una primicia para la ILM, porque ellos se han dedicado usualmente a hacer efectos visuales en CGI para la mayoría de las producciones fílmicas. Esta será la primera vez en 35 años que realizarán una película animada completa ellos mismos. Durante la grabación de las voces, se le dieron a los actores vestuarios y escenarios para "ayudarlos a sentir el Salvaje Oeste". Verbinski lo llamó "captura de emociones", y con sólo el audio de estas secuencias se levantó la película final. Debido a la apretada agenda de Johnny Depp, solo tuvieron una ventana de 20 días donde se pudo tomar su papel como Rango, pero los cineastas tuvieron suerte en conseguir que los actores que buscaban para los papeles secundarios estaban disponibles para grabar sus escenas con Depp, por lo que inusualmente, pero de forma permeditada, grabaron todas sus voces simultáneamente. Verbinski dijo que su intención con Rango era hacer una pequeña película luego de la trilogía de los Piratas del Caribe, incluso filmando otra película a la vez que hacía Rango, pero pronto se dio cuenta del trabajo y el tiempo que consume la dirección de una cinta animada.

## Marketing
El video promocional de Rango fue estrenado el 8 de junio de 2010, junto con el sitio oficial de la película RangoMovie.com. El video muestra una carretera y un pez de plástico flotando lentamente a través del camino. El 28 de junio de 2010 fue estrenado el primer póster que da una primera mirada a Rango. El 29 de junio de 2010 se estrenó un teaser tráiler y fue mostrado antes de The Last Airbender el 2 de julio de 2010, Despicable Me el 9 de julio de 2010 y Megamind el 5 de noviembre de 2010. El tráiler teatral de la larga duración fue estrenado el 14 de diciembre de 2010, lo siguiente, la frente del Yogi Bear, True Grit y Justin Bieber: Never Say Never. El tráiler fue plenamente demostrado en la TV durante al aire de la serie de Nickelodeon, iCarly. El tráiler fue caracterizado por la canción del «The Whip: del Locksley. Un anuncio de 30 segundos fue hecho específicamente al aire durante el Super Bowl XLV el 6 de febrero de 2011.

## Recepción

### Crítica
Rango recibió críticas positivas. A partir del 14 de marzo de 2011, tuvo una calificación del 89% sobre los críticos del cine del sitio agregador del Rotten Tomatoes, basada en los 157 comentarios. El consenso del sitio dijo: «No puede ser tan encantadora como lo piensa que es —y ciertamente no es para los niños—, pero Rango es una explosión inteligente y vertiginosamente creativa del hermosamente entretenimiento animado». Richard Corliss del Time aplaudió el «humor inteligente» y llamó a los actores del doblaje que son un «plano-fuera impecable». Bob Mondello de la National Public Radio observó que Rango no es sólo una película-para-niños (aunque tiene bastantes payasadas tontas para calificarla como una muy buena). La película es una película real amante, concebida como un comentario cómico-del-Blazing Saddles en el género que es tan nuevo conocedor del nuevo, ya que es «la luz en la silla». Frank Lovece del Film Journal International, teniendo en cuenta el sistema nervioso pero improvisando la apariencia del héroe al personaje de Don Knotts en The Shakiest Gun in the West, se hizo eco de esto, diciendo que «con la dosis saludable de Carlos Castaneda, Sergio Leone, Hunter S. Thompson, Chuck Jones y Chinatown... ésta [es] la película-de-los-niños equivalente de la imagen de Quentin Tarantino. No hay violencia sangrienta o toma de posesión, por supuesto, pero que es una película del aficionado desfile de los momentos de la gran película». Roger Ebert del Chicago Sun-Times llamó a la película que es «una especie de un milagro: Una comedia de animación para los aficionados al cine inteligente, admirable, excelente para mirar, perversamente satírica... La película respeta la tradición de los clásicos animados cuidadosamente elaborados, y hace cosas interesantes con el espacio y la perspectiva con sus secuencias de acción salvaje». Uno de los pocos comentarios negativos, Michael Phillips del Chicago Tribune reconoció su «sumo cuidado y artesanía», pero la calificó de ser «completamente sin alma» y que verlo «con una vista previa de la audiencia suburbana grande fue instructiva. No mucha risa, gemidos y sollozos de espanto de los preadolescentes al siempre del cascabel Jake se deslizó a la vista con la amenaza de asesinato».

### Taquilla
En Estados Unidos y Canadá, Rango debutó en 3,917 teatros de cine, recaudando $9,608,091 USD en el primer día y $38,079,323 USD durante el resto de la semana, colocándose en el número uno en taquilla. Durante su primera semana en el extranjero, ganó $16,770,243 en 33 países. El 26 de marzo de 2011, se convirtió en la primera película del 2011 en cruzar la marca de los $100 millones de dólares en los Estados Unidos y Canadá. A partir del 27 de marzo de 2011, ha generado $106,363,000 de dólares en Norteamérica y $94 millones a nivel internacional para un total de $245,724,603 de dólares en todo el mundo.